# Aérodrome de Vierzon - Méreau
L’aérodrome de Vierzon - Méreau (code OACI : LFFV) est un aérodrome agréé à usage restreint, situé sur la commune de Méreau à 2 km au sud de Vierzon dans le Cher (région Centre-Val de Loire, France).
Il est utilisé pour la pratique d’activités de loisirs et de tourisme (aviation légère, hélicoptère et montgolfière).

## Installations
L’aérodrome dispose d’une piste en herbe orientée sud-nord (04/22), longue de 680 m et large de 60.
L’aérodrome n’est pas contrôlé. Les communications s’effectuent en auto-information sur la fréquence de 125,250 MHz.

## Activités
- Aéroclub Les Ailes Vierzonnaises
- Vol en montgolfière avec Air Berry

## Voir aussi

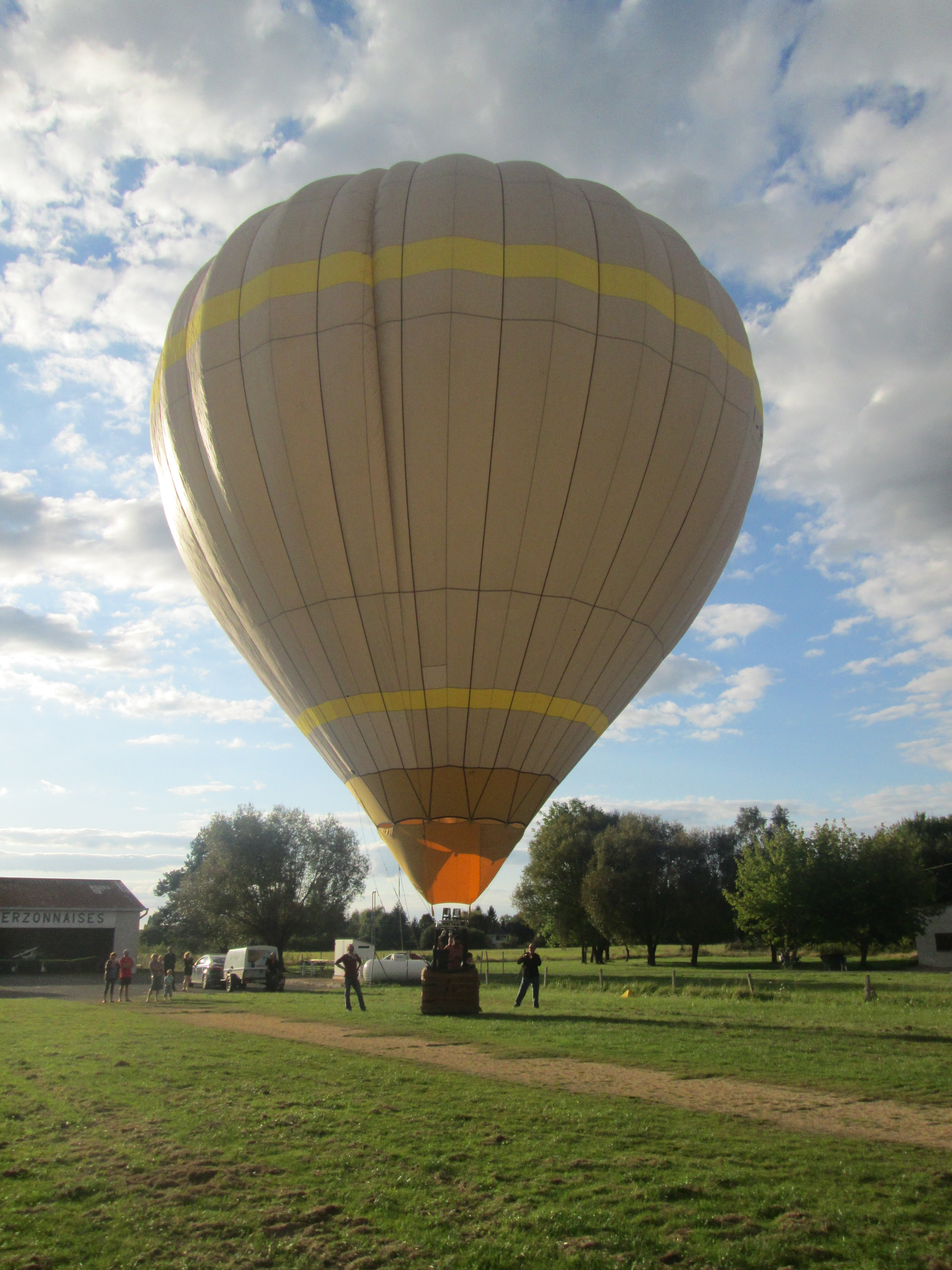